# Canciones para aliens
Canciones para aliens es el decimoséptimo disco del músico argentino Fito Páez.
Se compone de versiones de canciones de otros artistas, que van desde Víctor Jara y Nino Bravo hasta Charly García y el grupo de rock británico Queen. La producción y los arreglos estuvieron a cargo de Leo Sujatovich. El álbum fue presentado en la Sala Nezahualcóyotl de la Universidad Nacional Autónoma de México.
En enero de 2012, estas «canciones para los extraterrestres» fueron transmitidas al espacio ―por ondas electromagnéticas― a través del proyecto Música al Espacio.

## Lista de temas
1. Baila por ahí (3:23) de Martha and the Vandellas.
2. Un beso y una flor (3:32) de Nino Bravo.
3. Construcción (5:43) de Chico Buarque.
4. El breve espacio en que no estás (3:02) de Pablo Milanés.
5. Conmigo (3:02) de Hugo Fattoruso.
6. Tango (promesas de amor) (4:33) de Ryuichi Sakamoto.
7. Te recuerdo Amanda (3:13) de Víctor Jara.
8. Rata de dos patas (2:59) de Paquita la del Barrio.
9. Ne me quitte pas (4:48) de Jacques Brel.
10. Va pensiero (4:19) de Giuseppe Verdi.
11. Las dos caras del amor (Somebody to Love) (4:31) de Queen.
12. Yo no quiero volverme tan loco (4:37) de Charly García.
13. Fiesta (3:09) de Joan Manuel Serrat.
14. Doblen campanas (3:45) de Bob Dylan.

### Músicos
- Juan Pablo Rufino: bajo
- Diego Olivero: bajo
- Juan Pablo Navarro: contrabajo
- Gastón Baremberg: batería
- Dizzy Espeche: guitarra
- Coki Debernardi: guitarra
- Mateo Sujatovich: guitarra

### Músicos invitados
- Fabiana Cantilo: voz en Yo no quiero volverme tan loco.
- Juanse: voz en Baila por ahí.
- Chico Buarque: voz en Tango (promesas de amor).
- Pablo Milanés: voz en El breve espacio en que no está.
- Hugo Fattoruso: voz y acordeón en Conmigo.
- León Gieco: voz en Yo no quiero volverme tan loco.

### Portada
- Diseño de portada: Alejandro Ros
- Fotografía: Guido Adler